# Skabiosen-Scheckenfalter

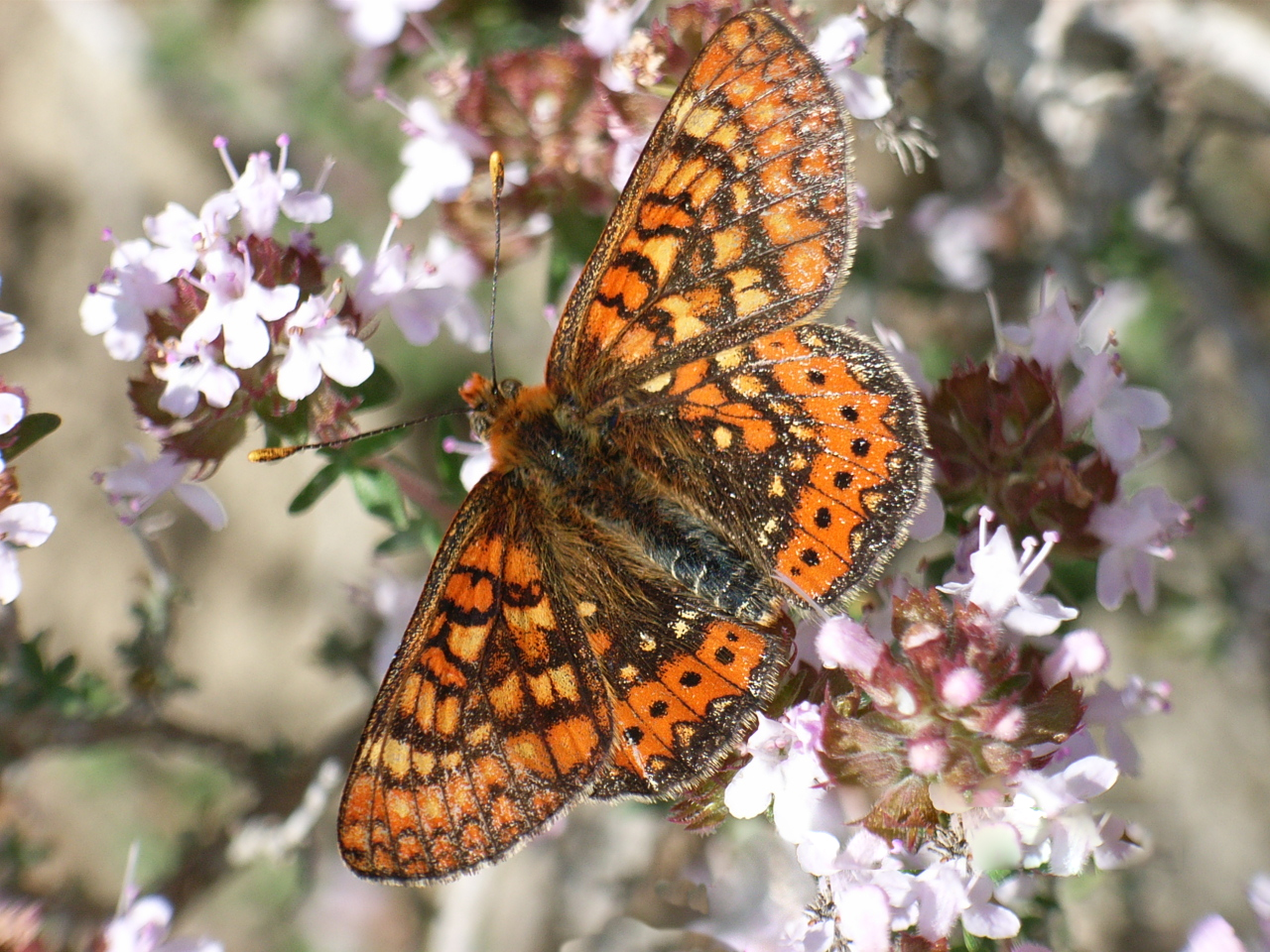
Euphydryas aurinia beckeri

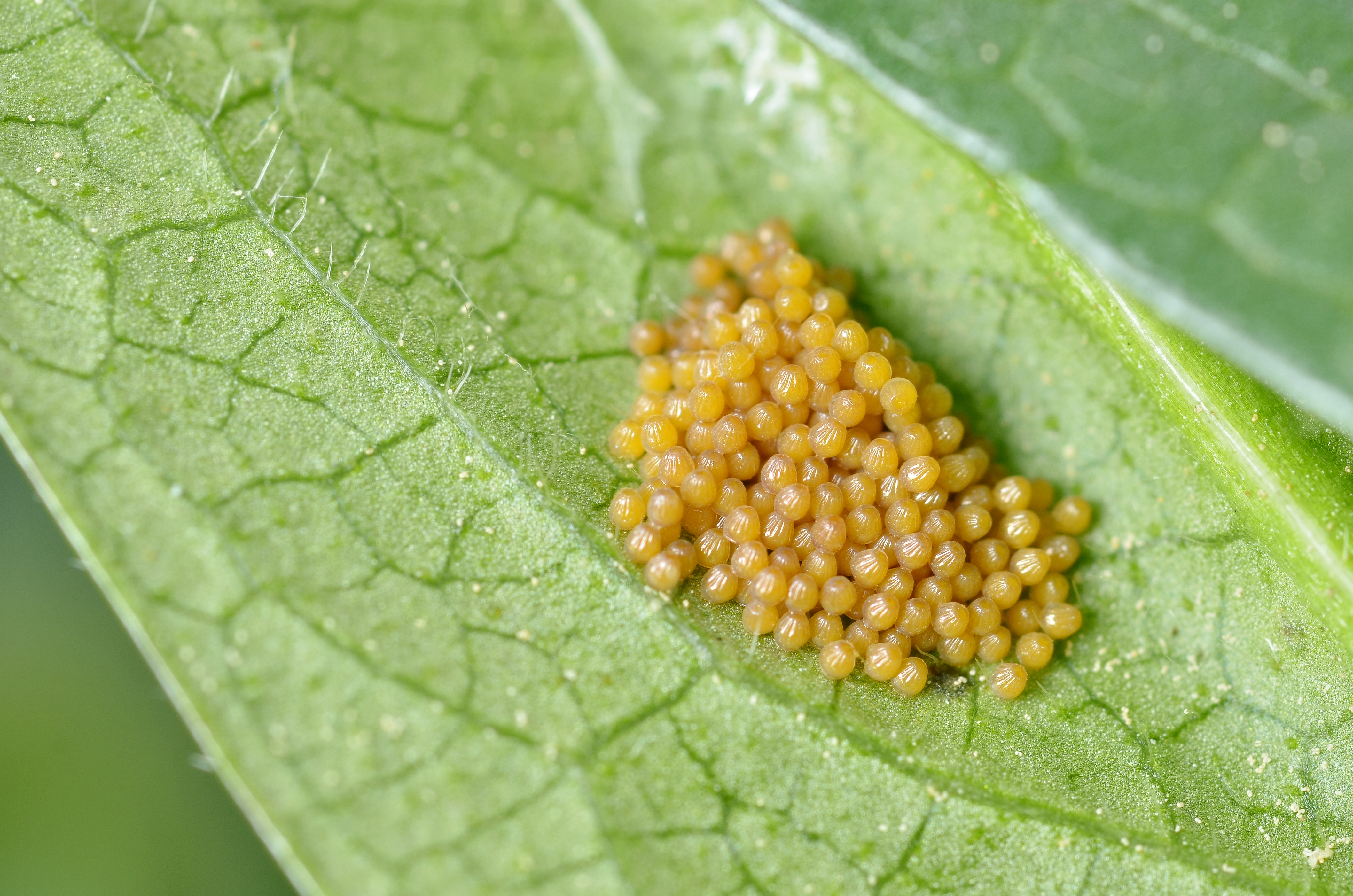
Eigelege des Skabiosen-Scheckenfalters

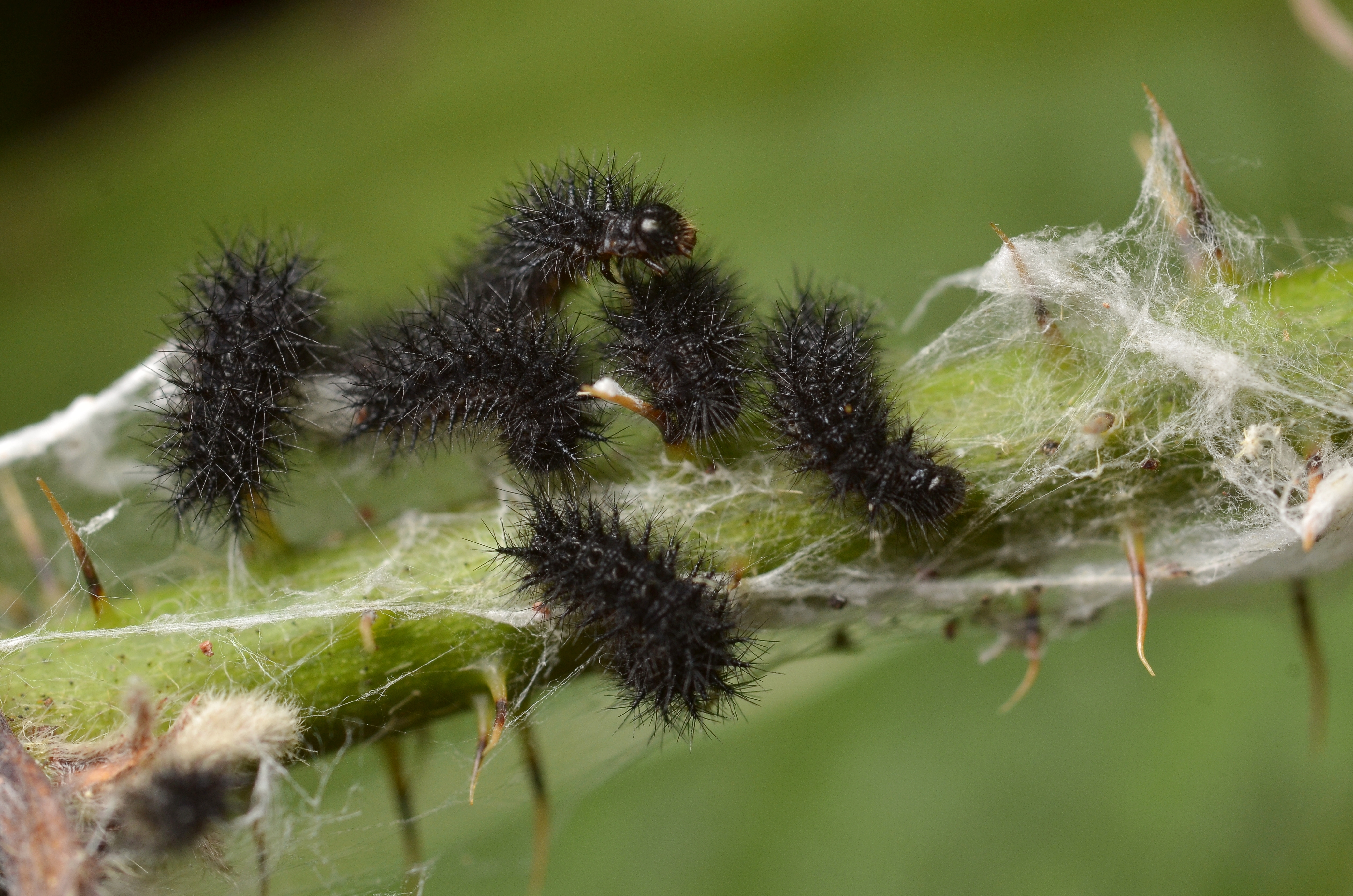
Jungraupen des Skabiosen-Scheckenfalters

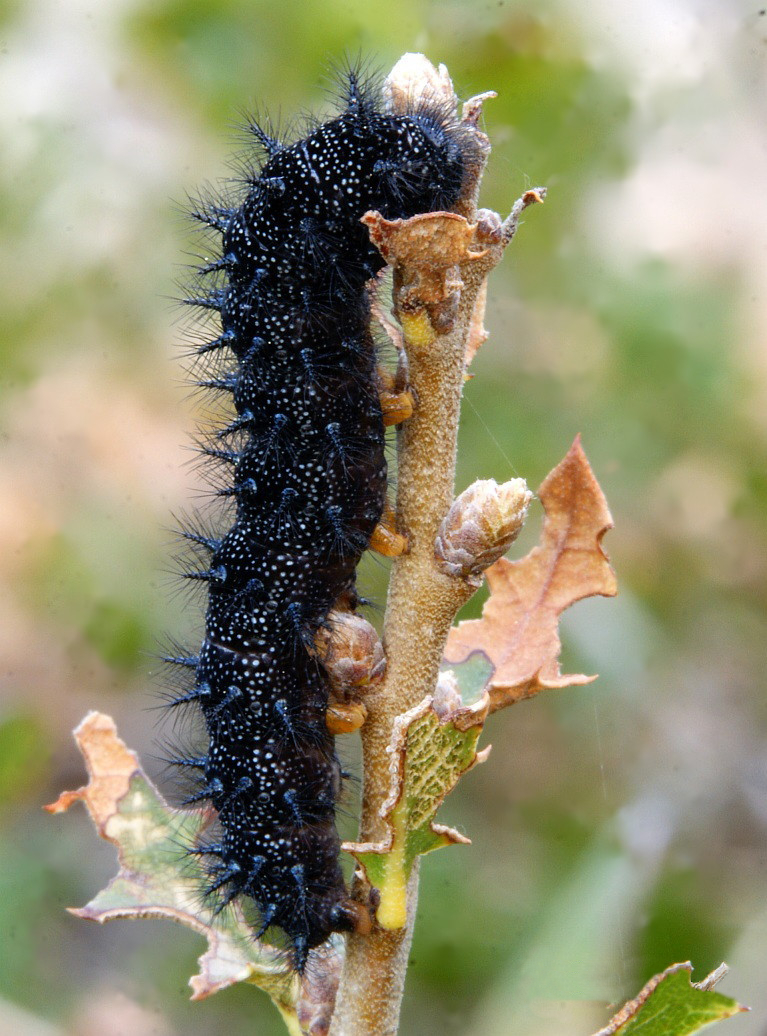
Raupe des Skabiosen-Scheckenfalters

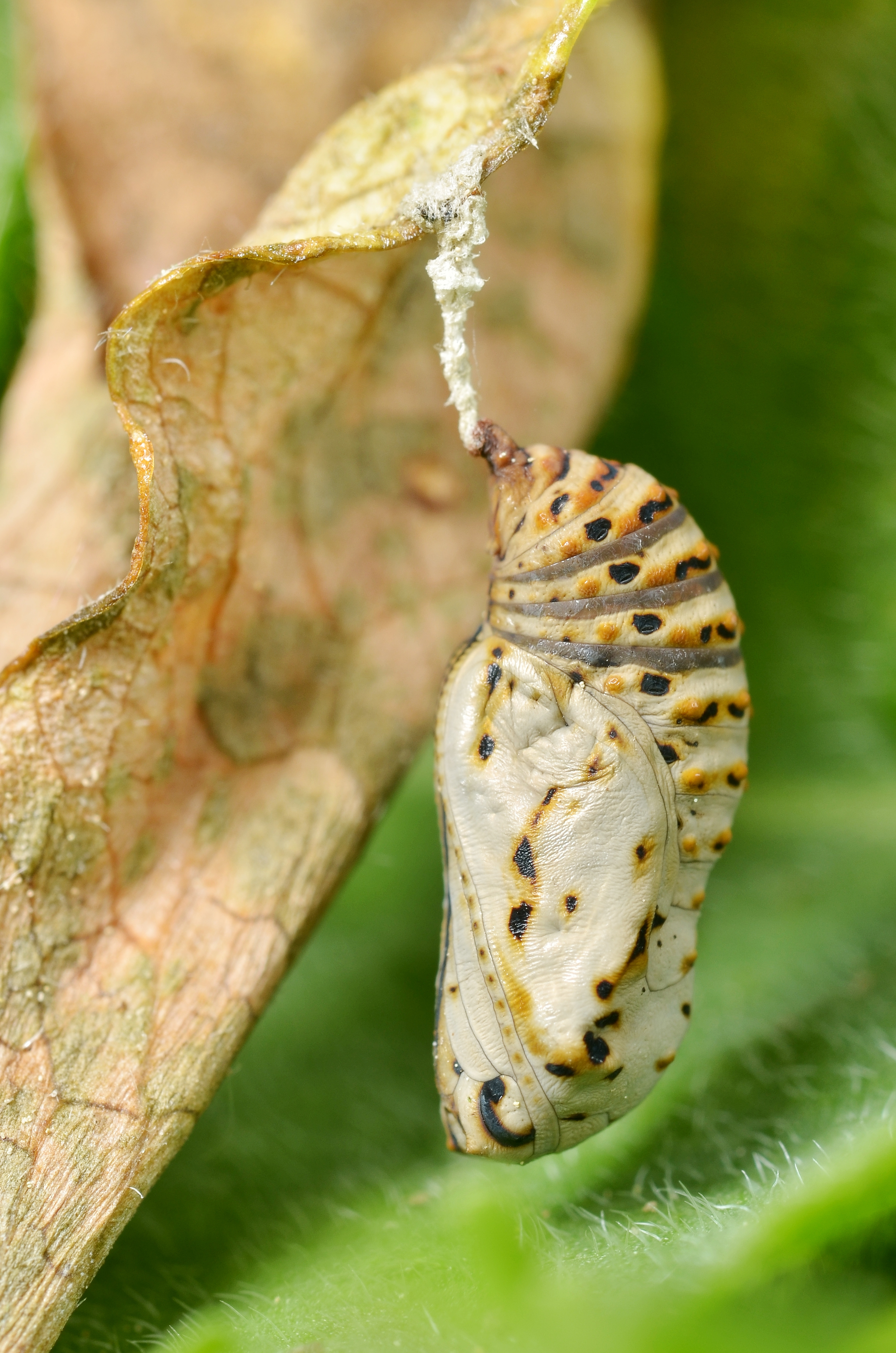
Puppe des Skabiosen-Scheckenfalters

Der Skabiosen-Scheckenfalter (Euphydryas aurinia, Syn.: Eurodryas aurinia) oder auch Goldener Scheckenfalter, Abbiss-Scheckenfalter ist ein Schmetterling (Tagfalter) aus der Familie der Edelfalter (Nymphalidae).

## Merkmale
Die Falter erreichen eine Flügelspannweite von 35 bis 38 Millimetern. Sie haben dunkle Flügeloberseiten, die mit einem fast rechteckig angeordneten, aus hellen und dunkelorangen Flächen bestehenden Muster dominiert sind, das aber zum Teil um den Flügelansatz fehlt. Dabei bilden die orangen Flächen eine Binde, die nahe dem Hinterrand der Flügel verläuft. Die Flächen sind auf den Hinterflügeln dunkel gekernt. Die Unterseite der Hinterflügel sind cremefarben und orange gefärbt, wobei auf den Hinterflügeln vorne mehrere Flecken und in der Mitte und am Rand je eine cremefarbene Binde zu sehen ist. Zwischen den beiden Binden verläuft eine leicht verwaschene gelbe Punktreihe, die schwarz gekernt ist. Im Allgemeinen sind die Unterseiten nur matt und verwaschen gefärbt.

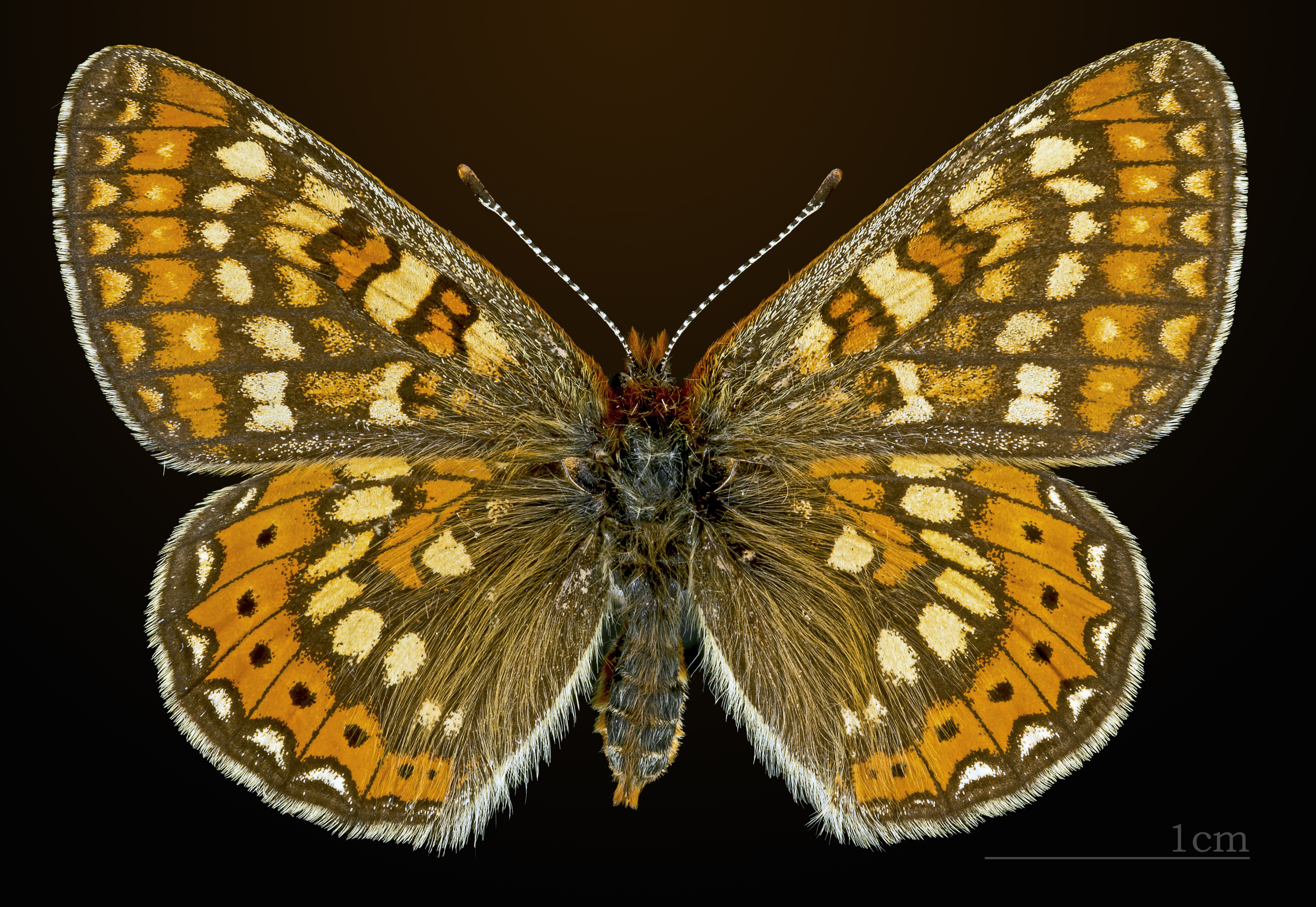
Oberseite
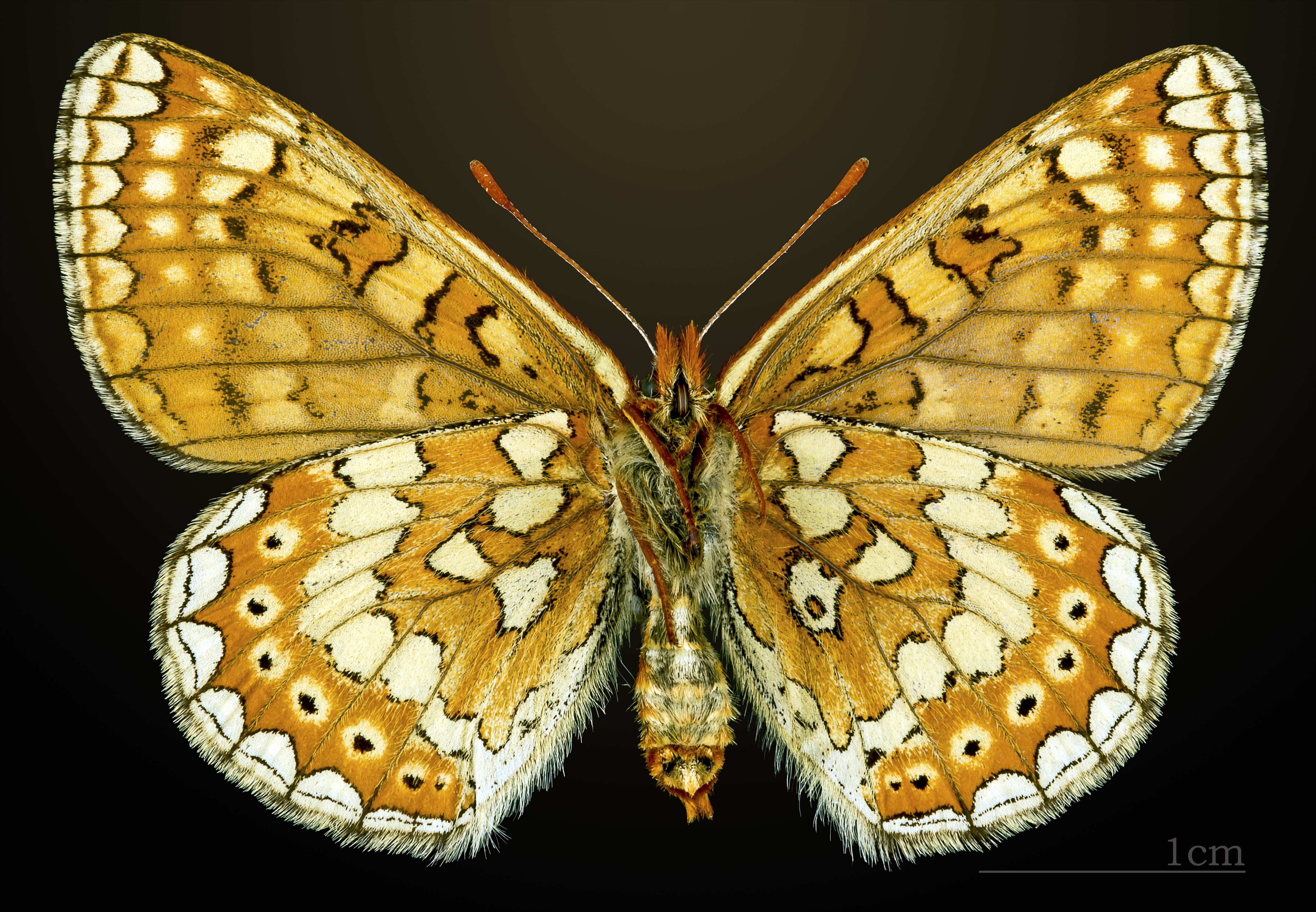
Unterseite

Im Gebirge haben die Falter eine andere Färbung. Sie sind deutlich kleiner und haben neben blasseren Farben auch deutlich kleinere farbige Flächen. Die dunkelbraune Grundfärbung dominiert. Diese Tiere bilden aber keine Unterart, da abhängig von der Höhenlage ein kontinuierliches Verändern stattfindet. Diese ist durch die verschiedenen Umweltbedingungen beeinflusst. Auch die Raupen dieser Formen sind anders gefärbt: Sie sind schwarz und tragen nur sehr kleine, dafür aber am ganzen Körper verteilte weiße Punkte.
Die Raupen werden ca. 30 Millimeter lang und sind schwarz. Am Rücken tragen sie viele weiße Punkte und auch auf den Seiten haben sie eine weiß schwarze Längsbinde.

### Ähnliche Arten
- Maivogel, (Euphydryas maturna Linnaeus, 1758)
- Euphydryas desfontainii Godart, 1819, Vorkommen in Marokko, Algerien und auf der Iberischen Halbinsel
- Euphydryas glaciegenita Verity, 1928
- Euphydryas iduna Dalman, 1816, Vorkommen in Nord-Fennoskandinavien, Ost-Türkei, Halbinsel Kola, Kaukasus, arktischer Ural, Nordost- und Süd-Sibirien, Jakutien, Mongolei, Altai
- Heckenkirschen-Scheckenfalter (Euphydryas intermedia Ménétries, 1859), Vorkommen in den Alpen, Ural, Süd- und West-Sibirien, Transbaikalgebiet, Mongolei, Amur, Nordost-China, Sachalin, Korea.

### Unterarten
- Euphydryas aurinia provincinalis Boisduval, 1828, Vorkommen in Südost-Frankreich (Bouches-du-Rhône, Var, Alpes-Maritimes, Alpes-de-Haute-Provence, Hautes-Alpes, Isère). Seine vertikale Verbreitung reicht von 300 bis 1000 m, selten bis 2250 m.
- Euphydryas aurinia beckeri Herrich-Schäffer, 1851, Vorkommen in Marokko und Teilen des Atlasgebirges
- Euphydryas aurinia debilis Oberthür, 1909, Vorkommen in den Ostalpen und den östlichen Pyrenäen

## Verbreitung
Die Tiere kommen in ganz Europa (bis auf das nördliche Skandinavien, Griechenland und weite Teile Großbritanniens) vor. In Italien findet man sie nur ganz im Norden. Außerdem kommt die Art in Marokko, der Türkei, Algerien und den gemäßigten Breiten Asiens bis nach Korea vor. Man findet sie bis in eine Höhe von 2200 Metern. Sie leben sowohl in Feuchtgebieten und Feuchtwiesen als auch auf Trockenrasen, wobei sie aber durch die Intensivierung der Landwirtschaft sehr stark rückläufig und sehr selten sind. Die Gebirgsformen sind aber in den Zentralalpen häufig. Die Art ist in der Roten Liste Deutschlands als „stark gefährdet“ (Kategorie 2) eingetragen. Zudem wird die Art im Anhang II der FFH-Richtlinie gelistet; sie ist „streng geschützt“ und für ihre Vorkommen sind eigens Schutzgebiete einzurichten. In Österreich war die Art noch Mitte des 20. Jahrhunderts durch ihre unzähligen Populationen auf fast allen feuchteren Wiesen bekannt. Heute ist sie eine hochgradig regressive Art, ein hochempfindlicher Bioindikator und auffallender Kulturflüchter.
Um die Wiederansiedlung in Schleswig-Holstein zu fördern, wurden im Juli 2014 18.000 Raupen im Naturschutzgebiet „Binnendünen Nordoe“ ausgesetzt. Die Ansiedelung gilt als gelungen.
Eine Wiederansiedlung in sieben Niedermooren in Brandenburg war nach zehn Jahren an zwei Flächen erfolgreich.

### Flugzeit
Die Falter fliegen in Abhängigkeit von der Lokalität in einer Generation zwischen Mitte April und Mitte Juli.

## Nahrung der Raupen
Die Raupen ernähren sich in Feuchtgebieten besonders von Teufelsabbiss (Succisa pratensis), auf Trockenrasen ernähren sie sich von Tauben-Skabiose (Scabiosa columbaria) und seltener auch von anderen Kardengewächsen und Enzianarten. Die Gebirgsformen fressen an Clusius-Enzian (Gentiana clusii) und Kochschem Enzian (Gentiana acaulis).

## Entwicklung
Die Weibchen legen ihre Eier eng aneinander in Eispiegeln an der Unterseite der Blätter der Futterpflanzen ab. Die Raupen schlüpfen im Hochsommer und leben in einem Gespinst in Gesellschaft zusammen. Dieses Gespinst breitet sich nach und nach von einem Blatt auf mehrere benachbarte aus. Im August wird von den einigen Millimeter langen Raupen ein neues Gespinst gebaut. Darin überwintern sie. Im nächsten Jahr fressen sie solitär bis Ende April bzw. Anfang Mai, bis sie ausgewachsen sind.